# Врхови Зеленгоре
Врхови Зеленгоре је југословенски филм редитеља Здравка Велимировића снимљен 1976. Радња филма је смештена за време битке на Сутјесци.

## Радња
Током одлучног дана битке на Сутјесци 1943. године, Немци су затворили обруч око главнине партизанских снага, остављајући само уски пролаз на Зеленгори, између Љубиног гроба и Кошута. По стратегијском и моралном ефекту изузетно се важна битка одвијала на коти Љубин гроб. Припадници друге чете, Трећег батаљона Четврте пролетерске црногорске бригаде, преузели су задатак да бране пролаз 24 сата. Иако неупоредиво слабији од непријатеља, задатак су уз велике жртве извршили.

## Улоге
| Глумац                   | Улога              |
| ------------------------ | ------------------ |
| Сергеј Бондарчук         | Професор           |
| Велимир Бата Живојиновић | Боро               |
| Вељко Мандић             | Вељко              |
| Алан Нури                | Милан              |
| Џозефина Чаплин          | Милена             |
| Радош Бајић              | Ненад              |
| Љиљана Драгутиновић      | Чарна              |
| Фарук Беголи             | Рајко              |
| Бранко Ђурић             | Рајко Ђуровић      |
| Воја Мирић               | Мајор СС           |
| Божидар Павићевић        | Капетан СС         |
| Миодраг Крстовић         | Радица             |
| Слободан Димитријевић    | Андрија Шилер      |
| Данило Лазовић           | Командир чете Дачо |
| Даринка Ђурашковић       | болничарка Анђа    |
| Драгомир Бојанић Гидра   | снајпериста        |
| Гордана Косановић        | Борка              |
| Пeтер Карстeн            | Пуковник СС        |
| Растислав Јовић          | Хaнс               |
| Ђорђе Ненадовић          | Немац из Баната    |
| Јован Никчевић           | Партизан           |
| Бранко Личен             | Мишо               |